# Phenacolepas crenulata
Phenacolepas crenulata is een slakkensoort uit de familie van de Phenacolepadidae. De wetenschappelijke naam van de soort is voor het eerst geldig gepubliceerd in 1834 door Broderip.